# Dicaelotus morosator
Dicaelotus morosator là một loài tò vò trong họ Ichneumonidae.